# Vincent Spari
Vincent Spari (* 3. Jänner 2004 in Filderstadt, Deutschland) ist ein österreichisch-schweizerischer Fußballspieler.

## Karriere

### Verein
Spari begann seine Karriere beim FC St. Gallen, bei dem er sämtliche Altersstufen in der Jugend durchlief. Im Juni 2021 spielte er erstmals für die Reserve von St. Gallen in der 1. Liga. Insgesamt absolvierte er 20 Viertligapartien, ehe er mit dem Team 2022 in die Promotion League aufstieg. In der dritten Liga kam er in der Saison 2022/23 zu 19 Einsätzen, in der Saison 2023/24 absolvierte er 17 Spiele.
Zur Saison 2024/25 wechselte Spari zum österreichischen Zweitligisten SV Lafnitz, bei dem er einen bis 2026 laufenden Vertrag erhielt. Sein Debüt in der 2. Liga gab er im August 2024, als er am ersten Spieltag jener Saison gegen den SC Austria Lustenau in der 61. Minute für Denis Dizdarević eingewechselt wurde.

### Nationalmannschaft
Spari spielte im April 2019 zweimal für die Schweizer U-15-Auswahl. Anschließend wechselte der gebürtige Deutsche den Verband und spielte 2021 viermal für die österreichische U-18-Mannschaft. Im September 2022 kam er zweimal im U-19-Team zum Einsatz.